# 李向阳 (1961年)
李向阳（1961年9月—），湖南省郴州市嘉禾县人，中华人民共和国政治人物。

## 生平
1961年9月，李向阳出生在湖南省郴州市嘉禾县，1979年进入郴州农业学校学校。
1982年毕业后，李向阳分配至嘉禾县钟水乡出任团委书记。1984年1月，李向阳调入中共嘉禾县委办公室，先后出任秘书、副科级研究员，期间于1985年3月加入中国共产党。1989年11月，李向阳下放出任中共普满乡党委副书记。1991年4月调回嘉禾县县城出任嘉禾县人民政府办公室副主任。1992年11月又下放地方出任中共肖家镇党委副书记、镇长，1995年2月转任中共行廊镇党委书记。1995年9月，李向阳调任郴州市人民政府办公室党组成员、副主任，1998年转任中共郴州市北湖区委副书记，2003年12月转任郴州市旅游外事侨务局党组书记、局长。2006年5月，李向阳调任中共桂阳县委副书记、县人民政府代县长、县长，次年3月升任县委书记，2014年1月起兼任郴州市人大常委会副主任。

### 落马
2016年4月26日 ，李向阳涉嫌严重违纪，接受湖南省纪委监委调查。其继任者袁卫祥在2020年9月26日被查。8月4日，李向阳遭到开除党籍、开除公职（双开）处分。11月25日，湖南省人民检察院依法以涉嫌受贿罪对郴州市人大常委会原副主任李向阳（副厅级）决定逮捕。
2017年11月8日，李向阳涉嫌受贿罪、巨额财产来源不明罪一案，由邵阳市人民检察院向邵阳市中级人民法院提起公诉。